# تیراندازی در بازی‌های آسیایی ۲۰۱۸
تیراندازی یکی از ورزش‌های بازی‌های آسیایی ۲۰۱۸ است که از ۱۹ تا ۲۲ اوت ۲۰۱۸ برگزار شده است.
این مسابقات در دو بخش مردان و زنان در جاکابارینگ اسپورت سیتی، پالم‌بانگ، اندونزی انجام شده است.

## مدال ها

### مردان
| رویداد                 | طلا                         | نقره                              | برنز                             |
| تپانچه بادی ۱۰ متر     | سائورابه چائودهاری · هند    | Tomoyuki Matsuda · ژاپن           | Abhishek Verma · هند             |
| تپانچه آتش سریع ۲۵ متر | Yao Zhaonan · چین           | Lin Junmin · چین                  | Kim Jun-hong · کره جنوبی         |
| تفنگ بادی ۱۰ متر       | یانگ هائوران · چین          | دیپاک کومار · هند                 | لو شائو چو آن · چین تایپه        |
| تفنگ سه وضعیت ۵۰ متر   | هوی زیچنگ · چین             | Sanjeev Rajput · هند              | Takayuki Matsumoto · ژاپن        |
| تفنگ سه وضعیت ۳۰۰ متر  | Choi Young-jeon · کره جنوبی | حسين غويلی الحربی · عربستان سعودی | Lee Won-gyu · کره جنوبی          |
| ۱۰ متر هدف متحرک       | Jeong You-jin · کره جنوبی   | پاک میونگ-ون · کره شمالی          | Ngô Hữu Vượng · ویتنام           |
| ۱۰ متر هدف متحرک مختلط | پاک میونگ-ون · کره شمالی    | M. Sejahtera Dwi Putra · اندونزی  | Gan Yu · چین                     |
| تراپ                   | یانگ کون-پی · چین تایپه     | لاکشای لاکشای · هند               | آن دائه-میونگ · کره جنوبی        |
| تراپ دوتایی            | Shin Hyun-woo · کره جنوبی   | Shardul Vihan · هند               | حامد علی المری · قطر             |
| اسکیت                  | منصور الرشیدی · کویت        | Jin Di · چین                      | سیف المنصوری · امارات متحده عربی |

### بانوان
| رویداد                 | طلا                                 | نقره                                   | برنز                             |
| تپانچه بادی ۱۰ متر     | وانگ کیو یان · چین                  | کیم مین-جونگ · کره جنوبی               | هینا سیدو · هند                  |
| تپانچه آتش سریع ۲۵ متر | راهی سرنوبات · هند                  | Naphaswan Yangpaiboon · تایلند         | کیم مین-جونگ · کره جنوبی         |
| تفنگ بادی ۱۰ متر       | ژائو روژو · چین                     | جونگ اون-هئا · کره جنوبی               | گانخویاگین ناندینزایا · مغولستان |
| تفنگ سه وضعیت ۵۰ متر   | Gankhuyagiin Nandinzayaa · مغولستان | Chuluunbadrakhyn Narantuyaa · مغولستان | مه‌لقا جام‌بزرگ · ایران            |
| تراپ                   | ژانگ شینکیو · چین                   | کانگ گی-اون · کره جنوبی                | رای باسیل · لبنان                |
| تراپ دوتایی            | Li Qingnian · چین                   | Bai Yiting · چین                       | Mariya Dmitriyenko · قزاقستان    |
| اسکیت                  | سوتی جیواچالومیت · تایلند           | وی منگ · چین                           | کیم مین جی · کره جنوبی           |

### مختلط
| رویداد             | طلا                                      | نقره                                     | برنز                                  |
| تپانچه بادی ۱۰ متر | چین · جی شیائوجینگ · وو جیایو            | کره جنوبی · کیم مین-جونگ · لی دائه-میونگ | ویتنام · له تی لین چی · تران گوک کونگ |
| تفنگ بادی ۱۰ متر   | چین تایپه · لو شائو چو آن · لین یینگ-شین | چین · یانگ هائوران · ژائو روژو           | هند · راوی کومار · آپور ویچاندلا      |
| تراپ               | لبنان · رای باسیل · آلن موسی             | چین تایپه · Lin Yi-chun · Yang Kun-pi    | چین · Du Yu · Wang Xiaojing           |

## جدول مدال‌ها
| ۱     | چین               | ۸  | ۵  | ۲  | ۱۵ |
| ۲     | کره جنوبی         | ۳  | ۴  | ۵  | ۱۲ |
| ۳     | هند               | ۲  | ۴  | ۳  | ۹  |
| ۴     | چین تایپه         | ۲  | ۱  | ۱  | ۴  |
| ۵     | مغولستان          | ۱  | ۱  | ۱  | ۳  |
| 6     | تایلند            | ۱  | ۱  | ۰  | ۲  |
| 6     | کره شمالی         | ۱  | ۱  | ۰  | ۲  |
| ۸     | لبنان             | ۱  | ۰  | ۱  | ۲  |
| ۹     | کویت              | ۱  | ۰  | ۰  | ۱  |
| ۱۰    | ژاپن              | ۰  | ۱  | ۱  | ۲  |
| 11    | اندونزی           | ۰  | ۱  | ۰  | ۱  |
| 11    | عربستان سعودی     | ۰  | ۱  | ۰  | ۱  |
| ۱۳    | ویتنام            | ۰  | ۰  | ۲  | ۲  |
| 14    | ایران             | ۰  | ۰  | ۱  | ۱  |
| 14    | قزاقستان          | ۰  | ۰  | ۱  | ۱  |
| 14    | قطر               | ۰  | ۰  | ۱  | ۱  |
| 14    | امارات متحده عربی | ۰  | ۰  | ۱  | ۱  |
| مجموع | مجموع             | ۲۰ | ۲۰ | ۲۰ | ۶۰ |